# Rio Francês
O rio Francês é um curso de água do estado de Minas Gerais, Brasil. É um afluente da margem direita do rio Aiuruoca e, portanto, um subafluente do rio Grande.
O rio Francês nasce no município de Carvalhos a uma altitude de aproximadamente 1800 metros, na Serra da Mantiqueira. Em seu percurso, atravessa a zona urbana do município de Carvalhos. Ao alcançar a cidade de Seritinga, o rio Francês tem sua foz no rio Aiuruoca.